# Superspredningshændelse
I infektionsepidemiologien er en superspredningshændelse en begivenhed, der fører til et højere antal overførsler af en smitsom sygdom end andre hændelser der også overfører infektioner,
det vil sige ved superspredning.
I matematiske modeller er det almindeligt at rangere alle hændelser af infektionsoverførsler  efter antallet af infektioner pr. begivenhed og derefter definere dem øverst på listen som superspredningshændelser. Antallet af superspredningshændelser bestemmes normalt som en procentdel af det samlede antal begivenheder.